# Tagawa Suihō
Tagawa Suihō (japanisch 田河 水泡, eigentlich: Takamizawa Nakatarō (高見澤 仲太郎); * 10. Februar 1899 in Honjo-ku, Stadt Tokio (heute: Sumida, Tokio); † 12. Dezember 1989) war ein japanischer Mangaka.

## Leben und Wirken
Tagawa Suihō machte 1925 seinen Abschluss an der privaten Kunstschule Nihon Bijutsu Gakkō (日本美術学校) im Fach Design. Er beteiligte sich zwar an der Avantgarde-Kunstbewegung MAVO, aber um sich seinen Lebensunterhalt zu verdienen, zeichnete er für das Jugendmagazin Shōnen Club die Serie Norakuro, in der es um einen herumstreunenden Hund geht. Der Hund Norakuro tritt in die Armee ein und wird laufend befördert, obwohl er ziemlich schusselig ist. Die Serie erschien von 1931 bis 1941 und wurde eine Serie von zehn Bänden. Die Serie war so erfolgreich, dass Tagawa beschloss, nur noch als Mangaka zu arbeiten. Weitere Werke sind Tako no Hatchan (蛸の八ちゃん ‚Oktopus Hatchan‘), und Dekoboko Kurobē (凸凹黒兵衛 ‚Kurobē, der Stolpernde‘), Mamezō-san (豆象さん ‚Herr Zwergelefant‘), die in Magazinen von Kōdansha erschienen. 
Zu den Nachkriegswerken gehören Chinpin norakuro kusa (珍品のらくろ草 ‚Seltenes Norakuro-Gras‘), Chinpanjī HB (チンパンジー HB ‚Schimpanse HB‘) und andere. Alle sind für ihre lustigen Dialoge bekannt, die die Rakugo-Kenntnisse des Autors zeigen. Zu seinen autobiografischen Büchern gehören Norakuro jijoden (のらくろ自叙伝 ‚Autobiografie des Norakuro‘; 1976) und Kokkei no kōzō (滑稽の構造 ‚Struktur des Humors‘; 1981).